# Hushållskvarn

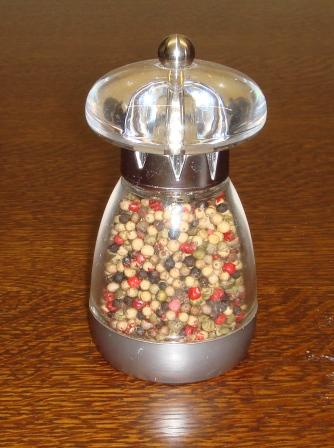
Pepparkvarn

En hushållskvarn är en hand- eller eldriven kvarn för hushållsbruk.
Det finns fyra huvudtyper av hushållskvarnar:
1. Köttkvarnar, som man mal köttstycken till köttfärs med.
2. Peppar- och saltkvarnar, som man mal pepparkorn och grovt salt med.
3. Hemmamjölkvarnar, som man mal säd till mjöl med.
4. Kaffekvarnar, som man mal kaffebönor med.